# Premier League (Hong Kong)
La Premier League (香港超級聯賽S, lett. "Lega uno di Hong Kong", in inglese Hong Kong Premier League) è la massima divisione del campionato di calcio di Hong Kong. È organizzata dalla Federazione calcistica di Hong Kong.
Le squadre di questo campionato disputano la Coppa di Lega di Hong Kong.

## Formula
La formula del campionato prevede la disputa di un girone all'italiana con partite di andata e ritorno tra le 8 squadre. Al termine della stagione, la prima classificata viene proclamata campione di Hong Kong e si qualifica per la Coppa dell'AFC, unitamente alla vincitrice del Senior Shield.
Le ultime due classificate retrocedono in Hong Kong Second Division League.

## Squadre
| Squadra           | Anno fondazione | Stadio                         | Sponsor                       | Posizionamento scorsa stagione                       |
| ----------------- | --------------- | ------------------------------ | ----------------------------- | ---------------------------------------------------- |
| Kitchee           | 1931            | Mong Kok Stadium               | edps                          | Primo                                                |
| Eastern           | 1932            | Mong Kok Stadium               | Topeast                       | Secondo                                              |
| Lee Man           | 2017            | Tseung Kwan O Sports Ground    | Lee & Man                     | Quarto                                               |
| Southern          | 2002            | Aberdeen Sports Ground         | ISUZU                         | Quinto                                               |
| Happy Valley      | 1950            | Sham Shui Po Sports Ground     | World Electronic Sports Games | Sesto                                                |
| Pegasus           | 2008            | Yuen Long Stadium              | RedMR Cosmos                  | Ripescato                                            |
| Rangers           | 1958            | Hammer Hill Road Sports Ground | Bjorn Hendal Sweden           | Ripescato                                            |
| Resources Capital | 1982            | Tsing Yi Sports Ground         |                               | Primo in First Division (prima di essere cancellata) |

## Albo d'oro

### Hong Kong First Division League
- 1908-1909  The Buffs
- 1909-1910  Royal Garrison Artillery
- 1910-1911  The Buffs
- 1911-1912  King's Own Rifiles
- 1912-1913  Royal Garrison Artillery
- 1913-1914  Duke of Cornwall's Light Infantry
- 1914-1915  Royal Garrison Artillery
- 1915-1916  Royal Garrison Artillery
- 1916-1917  Royal Engineers
- 1917-1918  Royal Garrison Artillery
- 1918-1919  Royal Navy
- 1919-1920  HKFC
- 1920-1921  Wiltshire Regiment
- 1921-1922  HMS Curiew
- 1922-1923  King's Own Rifiles
- 1923-1924  South China
- 1924-1925  East Surrey Regiment
- 1925-1926  Kowloon
- 1926-1927  Recreio
- 1927-1928  Chinese AA
- 1928-1929  Chinese AA
- 1929-1930  Chinese AA
- 1930-1931  South China
- 1931-1932  Royal Navy
- 1932-1933  South China
- 1933-1934  South Welsh Borderers
- 1934-1935  South China
- 1935-1936  South China
- 1936-1937  Ulster Guards
- 1937-1938  South China[1]
- 1938-1939  South China
- 1939-1940  South China
- 1940-1941  South China
- 1941-1942 Non terminato
- 1942-1945 Non disputato
- 1945-1946  Royal Air Force
- 1946-1947  Sing Tao
- 1947-1948  Kitchee
- 1948-1949  South China
- 1949-1950  Kitchee
- 1950-1951  South China
- 1951-1952  South China
- 1952-1953  South China
- 1953-1954  Kowloon Motor Bus
- 1954-1955  South China
- 1955-1956  Eastern
- 1956-1957  South China
- 1957-1958  South China
- 1958-1959  South China
- 1959-1960  South China
- 1960-1961  South China
- 1961-1962  South China
- 1962-1963  Yuen Long
- 1963-1964  Kitchee
- 1964-1965  Happy Valley
- 1965-1966  South China
- 1966-1967  Kowloon Motor Bus
- 1967-1968  South China
- 1968-1969  South China
- 1969-1970  Jardines
- 1970-1971  H.K. Rangers
- 1971-1972  South China
- 1972-1973  Seiko
- 1973-1974  South China
- 1974-1975  Seiko
- 1975-1976  South China
- 1976-1977  South China
- 1977-1978  South China
- 1978-1979  Seiko
- 1979-1980  Seiko
- 1980-1981  Seiko
- 1981-1982  Seiko
- 1982-1983  Seiko
- 1983-1984  Seiko
- 1984-1985  Seiko
- 1985-1986  South China
- 1986-1987  South China
- 1987-1988  South China
- 1988-1989  Happy Valley
- 1989-1990  South China
- 1990-1991  South China
- 1991-1992  South China
- 1992-1993  Eastern
- 1993-1994  Eastern
- 1994-1995  Eastern
- 1995-1996  Double Flower
- 1996-1997  South China
- 1997-1998  Double Flower
- 1998-1999  Happy Valley
- 1999-2000  South China
- 2000-2001  Happy Valley
- 2001-2002  Sun Hei
- 2002-2003  Happy Valley
- 2003-2004  Sun Hei
- 2004-2005  Sun Hei
- 2005-2006  Happy Valley
- 2006-2007  South China
- 2007-2008  South China
- 2008-2009  South China
- 2009-2010  South China
- 2010-2011  Kitchee
- 2011-2012  Kitchee
- 2012-2013  South China
- 2013-2014  Kitchee

### Hong Kong Premier League
- 2014-2015  Kitchee
- 2015-2016  Eastern
- 2016-2017  Kitchee
- 2017-2018  Kitchee
- 2018-2019  Tai Po
- 2019-2020  Kitchee
- 2020-2021  Kitchee
- 2021-2022 Non terminato[2]
- 2022-2023  Kitchee
- 2023-2024  Lee Man
- 2024-2025  Tai Po

## Titoli per squadra
Da notare che la HKFA riconosce come ufficiali solo i titoli assegnati a partire dalla propria ricostituzione nel 1945.
| Squadra                           | Titoli      | Titoli         | Titoli       | Stagioni |
| Squadra                           | Complessivi | Prima del 1945 | Dopo il 1945 | Stagioni |
| --------------------------------- | ----------- | -------------- | ------------ | --- |
| South China                       | 41          | 9              | 32           | 1923-1924, 1930-1931, 1932-1933, 1934-1935, 1935-1936, 1937-1938, 1938-1939, 1939-1940, 1940-1941, 1948-1949, 1950-1951, 1951-1952, 1952-1953, 1954-1955, 1956-1957, 1957-1958, 1958-1959, 1959-1960, 1960-1961, 1961-1962, 1965-1966, 1967-1968, 1968-1969, 1971-1972, 1973-1974, 1975-1976, 1976-1977, 1977-1978, 1985-1986, 1986-1987, 1987-1988, 1989-1990, 1990-1991, 1991-1992, 1996-1997, 1999-2000, 2006-2007, 2007-2008, 2008-2009, 2009-2010, 2012-2013 |
| Kitchee                           | 12          | 0              | 12           | 1947-1948, 1949-1950, 1963-1964, 2010-2011, 2011-2012, 2013-2014, 2014-2015, 2016-2017, 2017-2018, 2019-2020, 2020-2021, 2022-2023 |
| Seiko                             | 9           | –              | 9            | 1972-1973, 1974-1975, 1978-1979, 1979-1980, 1980-1981, 1981-1982, 1982-1983, 1983-1984, 1984-1985 |
| Happy Valley                      | 6           | –              | 6            | 1964-1965, 1988-1989, 1998-1999, 2000-2001, 2002-2003, 2005-2006 |
| Royal Garrison Artillery          | 5           | 5              | 0            | 1909-1910, 1912-1913, 1914-1915, 1915-1916, 1917-1918 |
| Eastern                           | 5           | 0              | 5            | 1955-1956, 1992-1993, 1993-1994, 1994-1995, 2015-2016 |
| Chinese AA                        | 3           | 3              | 0            | 1927-1928, 1928-1929, 1929-1930 |
| Sun Hei                           | 3           | –              | 3            | 2001-2002, 2003-2004, 2004-2005 |
| The Buffs                         | 2           | 2              | 0            | 1908-1909, 1910-1911 |
| King's Own Rifiles                | 2           | 2              | –            | 1911-1912, 1922-1923 |
| South Welsh Borderers             | 2           | 2              | –            | 1931-1932, 1933-1934 |
| Kowloon Motor Bus                 | 2           | –              | 2            | 1953-1954, 1966-1967 |
| Double Flower                     | 2           | –              | 2            | 1995-1996, 1997-1998 |
| Duke of Cornwall's Light Infantry | 1           | 1              | –            | 1913-1914 |
| Royal Engineers                   | 1           | 1              | 0            | 1916-1917 |
| Royal Navy                        | 1           | 1              | 0            | 1918-1919 |
| HKFC                              | 1           | 1              | 0            | 1919-1920 |
| Wiltshire Regiment                | 1           | 1              | –            | 1920-1921 |
| HMS Curiew                        | 1           | 1              | –            | 1921-1922 |
| East Surrey Regiment              | 1           | 1              | –            | 1924-1925 |
| Kowloon                           | 1           | 1              | –            | 1925-1926 |
| Recreio                           | 1           | 1              | –            | 1926-1927 |
| Ulster Guards                     | 1           | 1              | –            | 1936-1937 |
| Lee Man                           | 1           | 1              | –            | 2023-2024 |
| Royal Air Force                   | 1           | 0              | 1            | 1945-1946 |
| Sing Tao                          | 1           | 0              | 1            | 1946-1947 |
| Yuen Long                         | 1           | –              | 1            | 1962-1963 |
| Jardines                          | 1           | –              | 1            | 1969-1970 |
| H.K. Rangers                      | 1           | –              | 1            | 1970-1971 |